# Maraapunisaurus fragillimus
Maraapunisaurus fragillimus („ohromný ještěr“ z jazyka indiánského kmene Ute) byl druh obřího sauropodního dinosaura z čeledi Rebbachisauridae, který žil v oblasti dnešního státu Colorado v USA (lokalita zvaná Cope’s Nipple). Jeho fosilie byly objeveny v sedimentech souvrství Morrison, datovaných do období svrchní jury (asi před 150 miliony let).

## Historie

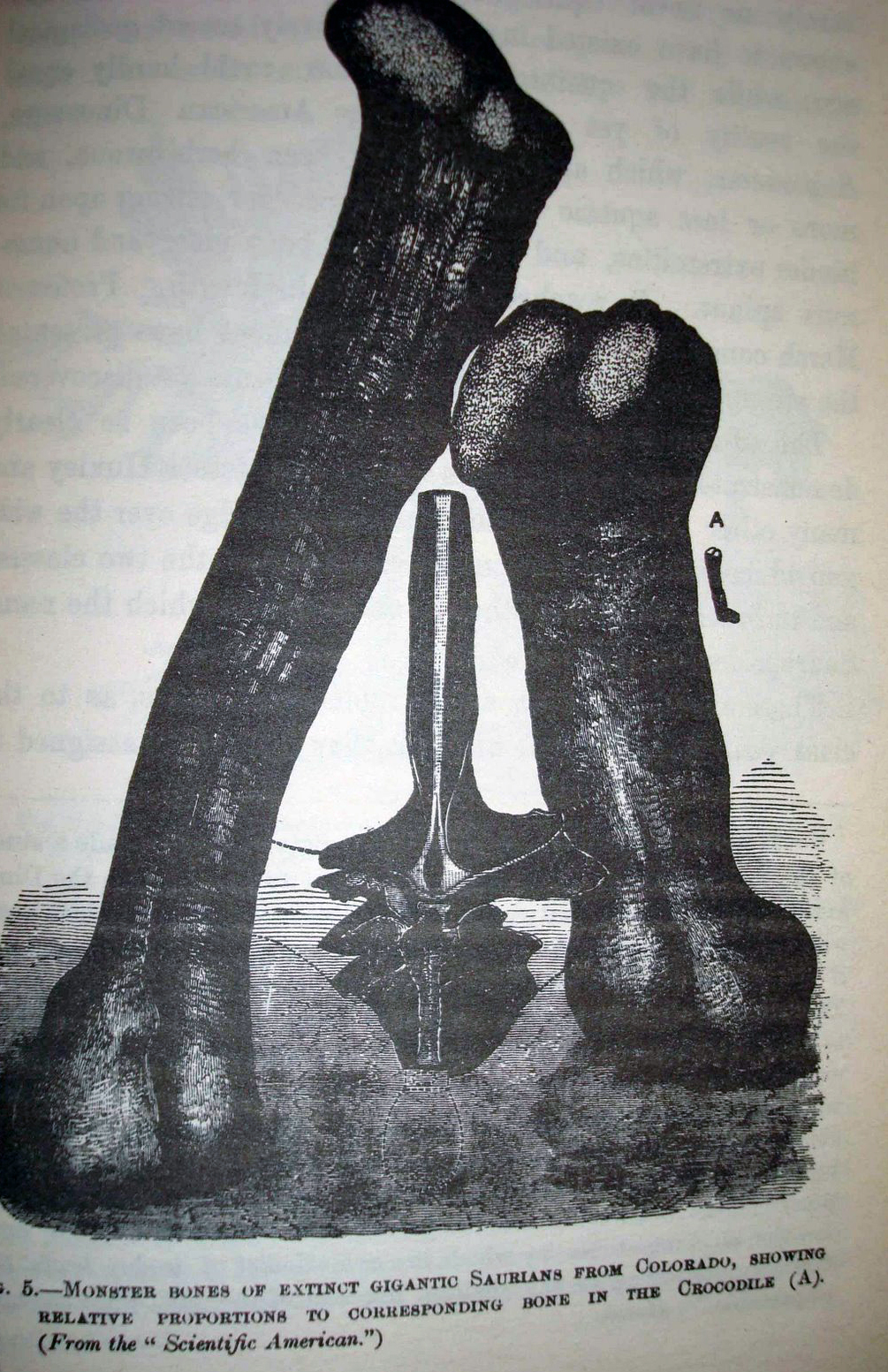
Zastaralá ilustrace údajných fosilních kostí druhu M. fragillimus.

Původně byl tento sauropod popsán již roku 1878 americkým paleontologem Edwardem Drinkerem Copem jako Amphicoelias fragillimus. Jeho obratel, který by v plném stavu dosahoval délky kolem 2,5 metru, napovídal, že by se mohlo jednat o jednoho z největších známých živočichů všech dob. Jeho délka byla odhadována až na 60 metrů, protože se předpokládalo, že šlo o zástupce čeledi Diplodocidae. V roce 2018 však Kenneth Carpenter přišel s vědeckou studií, která řadí tohoto dinosaura (na základě morfologie jeho obratle) do čeledi Rebbachisauridae.

## Rozměry
Rozměry tohoto sauropoda byly po reklasifikaci do čeledi Rebbachisauridae rovněž odpovídajícím způsobem upraveny, a tak odhadovaná délka tohoto obřího sauropoda byla snížena zhruba na 30,3 až 32 metrů. S myšlenkou, že tento sauropod mohl ve skutečnosti patřit mezi rebachisauridy, přišel již v roce 2012 italský badatel Andrea Cau. Oficiální odhady hmotnosti tohoto dinosaura nejsou k dispozici, s dosud jediným přímým odhadem přišel v říjnu roku 2018 na svém blogu britský paleontolog Michael P. Taylor. Na základě porovnání s rodem Limaysaurus o odhadované délce 15 metrů a hmotnosti 7 tun (podle Gregoryho S. Paula) by při dvojnásobné délce vážil maraapunisurus asi osmkrát více, tedy přibližně 56 tun. Paul je však v odhadech hmotností velmi konzervativní a ve skutečnosti nejspíš oba dinosauři vážili podstatně více.
V roce 2019 odhadl již zmíněný americký badatel Gregory S. Paul podrobným rozborem a zhodnocením dosud využitých metod stanovování objemu a hmotnosti těla různých sauropodů celkovou tělesnou hmotnost maraapunisaura zhruba na rovných 100 metrických tun, což by z tohoto sauropoda činilo největšího známého suchozemského živočicha všech dob.

### Česká literatura
- SOCHA, Vladimír (2021). Dinosauři – rekordy a zajímavosti. Nakladatelství Kazda, str. 34-35.